# Granice (Nowy Sącz)
Granice – peryferyjna część miasta Nowy Sącz, położona na południu miasta, w rejonie ulicy Bohaterów Orła Białego.
Włączone do Nowego Sącza 2 lutego 1977 jako część wsi Poręba Mała.